# Avantair
Avantair è stata una società di proprietà frazionaria di aeromobili, con sede a Clearwater in Florida fondata nel 2003. 
Avantair forniva opzioni di proprietà frazionata, leasing e time card all'interno di una flotta di velivoli Piaggio P180 Avanti.
La società ha cessato la sua attività nel 2013.

## Storia
Nel 2012 la società è stata oggetto di un procedimento amministrativo, da parte delle autorità federali, in cui vennero accertate delle omissioni nel campo della sicurezza dei propri voli. Ciò portò a una riduzione dei voli, oltre che al licenziamento di parte del personale, nonché ad azioni giudiziarie. Nel 2013 la società venne dichiarata fallita.